# Punasvala
Punasvala (Orochelidon andecola) är en fågel i familjen svalor inom ordningen tättingar.

## Utseende
Punasvalan är en distinkt men anspråkslöst tecknad svala med kluven stjärt. Den har mörk ovansida, ljusaktig undersida, sotfärgad strupe och vagt brunaktig övergump. Den är till skillnad från blåvit svala vitaktig på undre stjärttäckarna, ej mörk.

## Utbredning och systematik
Punasvala delas upp i två underarter med följande utbredning:
- Orochelidon andecola andecola – förekommer i Anderna från södra Peru (Cuzco, Puno och Arequipa) till norra Bolivia och Chile
- Orochelidon andecola oroyae – centrala Peru

### Släktestillhörighet
Punasvala placeras tidigare som ensam art i släktet Haplochelidon, men genetiska studier visar att den är systerart till brunbukig svala (Orochelidon murina) och förs numera istället till det släktet.

## Levnadssätt
Punasvalan hittas högt uppe i Anderna, där den föredrar öppet landskap som steniga sluttningar, punagräsmarker, myrar och ibland kring byar och städer. Den ses vanligen i kvickt och ofta lågt flygande par eller smågrupper, ibland tillsammans med blåvit svala.

## Status
Arten har ett stort utbredningsområde och beståndet anses stabilt. Internationella naturvårdsunionen IUCN listar den därför som livskraftig (LC). Den beskrivs som ovanlig till ganska vanlig, men ibland lokalt förekommande.

## Namn
Puna är en naturtyp med bergsslätter och ödemarker i de centrala delarna av Anderna i Sydamerika.